# André Gide
André Paul Guillaume Gide (París, 22 de noviembre de 1869-París, 19 de febrero de 1951) fue un escritor francés, ganador del Premio Nobel de Literatura en 1947.
Conocido tanto por su ficción como por sus obras autobiográficas, Gide expresó el conflicto y la eventual reconciliación de los dos lados de su personalidad (caracterizados por una austeridad protestante y una aventurera sexual transgresora, respectivamente). Sugirió que una educación estricta y moralista había ayudado a poner en desacuerdo estas facetas. La obra de Gide puede verse como una investigación de la libertad y el empoderamiento frente a limitaciones moralistas y puritanas. Trabajó para lograr la honestidad intelectual. Como pederasta autoproclamado, utilizó sus escritos para explorar su lucha por ser plenamente uno mismo, incluida la apropiación de la propia naturaleza sexual, sin traicionar los propios valores. Su actividad política estuvo moldeada por el mismo espíritu. Si bien simpatizaba con el comunismo a principios de la década de 1930, como lo eran muchos intelectuales, después de su viaje a la URSS en 1936 apoyó a la izquierda antiestalinista. Durante la década de 1940 giró hacia valores más tradicionales y repudió el comunismo como una idea que rompe con las tradiciones de la civilización cristiana.

## Biografía
Fue hijo de Paul Gide, profesor de Derecho de la Universidad de París, quien falleció en 1880. Su tío fue el economista político Charles Gide. Criado en Normandía, con problemas de salud y viviendo prácticamente aislado, se convirtió en un escritor prolífico desde temprana edad. En 1895, luego de la muerte de su madre, Juliette Rondeaux, contrajo matrimonio con su prima Madeleine Rondeaux, pero el vínculo nunca fue consumado.
En 1891, publicó sus primeras poesías: Los cuadernos de André Walter (Les Cahiers d’André Walter). En 1893 y 1894, viajó por el norte de África. Entabló amistad con Oscar Wilde en Argelia y posteriormente comenzó a reconocer su orientación homosexual. En 1896, fue alcalde de La Roque-Baignard, una comuna en Normandía. En 1897 publicó Los alimentos terrestres, después Prometeo mal encadenado, en 1899, y Cartas a Ángela, en 1900. En 1908, colaboró en la revista literaria La Nouvelle Revue Française. No fue hasta el final de la Primera Guerra Mundial cuando sus obras alcanzaron gran renombre.

En la década de 1920, se convirtió en inspiración de escritores como Albert Camus, Luis Cernuda y Jean-Paul Sartre. En 1923, publicó un libro sobre Fiódor Dostoievski; sin embargo, al defender la homosexualidad en una edición de Corydon en 1924, recibió malas críticas. Más tarde, él mismo consideró que había sido su mejor obra. En 1923, nació su hija Catherine, hija de Elizabeth van Rysselberghe. Su esposa Madeleine falleció en 1938. Posteriormente, él utilizó el trasfondo de su matrimonio no consumado en su novela Y ahora permanece en ti (Et nunc manet in te, 1951). A partir de 1925, comenzó a pedir mejores condiciones para los criminales, y al año siguiente publicó su autobiografía, Si la semilla no muere (Si le grain ne meurt).

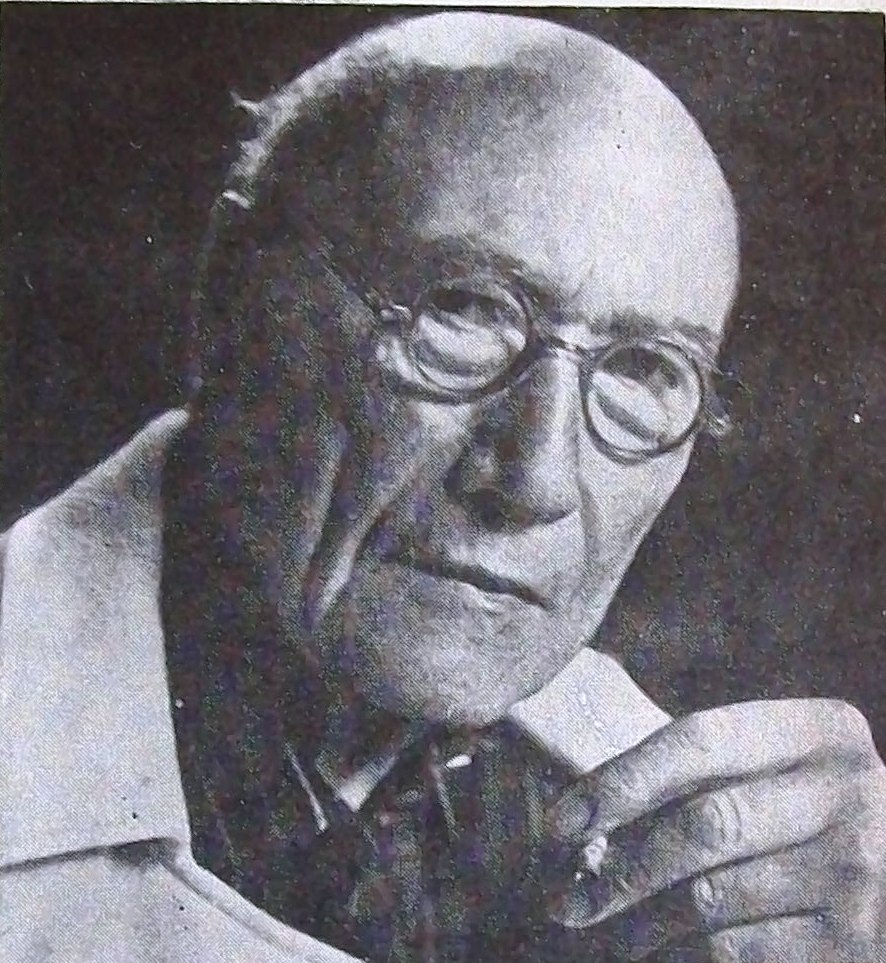
André Gide

Desde julio de 1926 hasta mayo de 1927, viajó a las colonias francesas en África con su amante Marc Allégret. Estuvo en la actual República del Congo, en Ubangui-Chari (actual República Centroafricana), Chad, Camerún y luego de regreso a Francia. Relató sus peregrinaciones en un diario que llamó Viaje al Congo y Regreso de Chad. En estos relatos criticaba el comportamiento de los intereses económicos franceses en el Congo e inspiró una reforma. Particularmente criticaba el régimen de grandes concesiones. Este régimen acordaba qué parte de la colonia se concedía a las empresas francesas y en qué zona se podían explotar los recursos naturales, principalmente el caucho. Relató, por ejemplo, cómo los nativos se vieron forzados a dejar sus pueblos natales durante varias semanas para recolectar caucho en el bosque, comparando esta explotación a la esclavitud.
Durante la década de 1930, por un tiempo breve, se convirtió en comunista, pero quedó desilusionado tras su visita a la Unión Soviética. Sus críticas al comunismo le ocasionaron que perdiera a varios amigos socialistas, especialmente cuando publicó su libro Regreso de la URSS, en 1936. En 1933, colaboró con Ígor Stravinski en un ballet, Perséphone. Durante la Segunda Guerra Mundial regresó a África en 1942, y vivió allí hasta el final de la guerra. En 1947, fue ganador del Premio Nobel de Literatura. Falleció el 19 de febrero de 1951. Al año siguiente, la Iglesia católica incluyó sus obras dentro del Índice de libros prohibidos. En sus novelas a menudo se ocupaba de los dilemas morales que vivió en su propia vida.

## Política
En la década de 1920, Gide comenzó a preocuparse por los socialmente desfavorecidos. Se convirtió en un defensor de la igualdad de derechos para las mujeres y estaba a favor de un trato más humano a los delincuentes.
En la década de 1930, como muchos escritores de la época, simpatizó con el comunismo , especialmente bajo la influencia del Evangelio . Pero después de un viaje a la Unión Soviética en junio de 1936, en compañía de su posterior traductor Jef Last, regresó decepcionado. Después de esta visita, escribió un entonces sensacional informe de viaje Retour de l'URSS (1936) que contenía duras críticas a las condiciones que había encontrado. Las autoridades soviéticas no estaban contentas con este libro, lo que provocó que Gide cayera en desgracia en la Unión Soviética. Perdió muchos amigos comunistas y socialistas. 
En la década de 1940 se desarrolló su pensamiento sobre el concepto de libertad: la libertad absoluta, según Gide, era perjudicial tanto para la sociedad como para el individuo.

## Obras
- 1891: Los cuadernos de André Walter
- 1895: Paludes
- 1897: Los alimentos terrestres
- 1899: Prometeo mal encadenado
- 1901: Le Roi Candaule (véase la historia de Candaules)
- 1902: El inmoralista
- 1903: Saul
- 1907: El retorno del hijo pródigo
- 1909: La puerta estrecha
- 1911: Nuevos pretextos
- 1914: Los sótanos del Vaticano
- 1919: La sinfonía pastoral
- 1921: Isabel
- 1924: Si la semilla no muere
- 1924: Corydon
- 1925: Los monederos falsos
- 1927: Viaje al Congo
- 1928: Regreso de Chad
- 1929: La escuela de las mujeres
- 1929: Roberto Genoveva
- 1930: Edipo
- 1933: Perséfone
- 1935: El árbol Número Trece
- 1935: Los nuevos alimentos
- 1936: Regreso de la URSS
- 1939-1951: Diario (cuatro volúmenes)
- 1942: Entrevistas imaginarias
- 1946: Teseo
- 1951: Et nunc manet in te
- 2002: Ferdinand, la paloma torcaz (Le Ramier)

## Ediciones en español
- La puerta estrecha. Calleja, Madrid, 1922. 250 pp. Traducción de Enrique Díez-Canedo
- Corydon. Oriente, Madrid, 1929. 246 pp. Traducción de Julio Gómez de la Serna
- Perséphone. Sur, Buenos Aires, 1936. 48 pp. Traducción de Jorge Luis Borges
- Las cuevas del Vaticano. Cultura, Santiago de Chile, 1936. 204 pp.
- Regreso de la U.R.S.S.. Sur, Buenos Aires, 1936. . Nota de Victoria Ocampo. Traducción de Rubén Darío (h)
- Retoques a mi Regreso de la U.R.S.S.. Sur, Buenos Aires, 1937. Traducción de Ernesto Palacio
- El pensamiento vivo de Montaigne. Losada, Buenos Aires, 1939. 210 pp. Traducción del texto de A. Gide por Francisco Madrid
- El regreso del hijo pródigo. Séneca, México, 1942. 62 pp. Traducción de Xavier Villaurrutia
- Isabel. Ediciones Iberoamericanas, México, 1943. 272 pp.
- Reportajes imaginarios. Emecé, Buenos Aires, 1944. 208 pp. Traducción de Margarita Abella Caprile y Marta Acosta van Praet
- Trozos escogidos. Poseidón, Buenos Aires, 1945.  358 pp. Traducción de Arturo Serrano Plaja
- Las cuevas del Vaticano. Argonauta, Buenos Aires, 1946. 210 pp. Traducción de Adrián Castillo
- La puerta estrecha. Poseidón, Buenos Aires, 1947. 248 pp. Traducción de Francisco Madrid
- La sinfonía pastoral. Poseidón, Buenos Aires, 1947.  152pp. Traducción de Arturo Serrano
- El inmoralista. Argos, Buenos Aires, 1947. 172 pp. Traducción de Julio Cortázar
- La escuela de las mujeres. Poseidón, Buenos Aires, 1948. 130 pp. Traducción de Francisco Madrid
- La escuela de las mujeres (segunda parte). Roberto Genoveva. Poseidón, Buenos Aires, 1948. 196 pp. Traducción de Francisco Madrid
- Oscar Wilde. Argos, Buenos Aires, 1949. 80 pp. Traducción de Luis E. Baudizzone
- Los monederos falsos. Poseidón, Buenos Aires, 1949. 388 pp. Traducción de Julio Gómez de la Serna
- Dostoievski.  José Janés, Barcelona, 1950. 220 pp. Traducción de Salvador Marsal
- Si la semilla no muere. Losada, Buenos Aires, 1951. 268 pp. Traducción de Luis Echávarri
- Paul Claudel – André Gide. Correspondencia (1899-1926). José Janés, Barcelona, 1952. 338 pp. Prólogo y notas de Robert Mallet. Traducción de J. Farrán Mayoral
- Correspondencia Paul Claudel – André Gide. 1899-1926. Emecé, Buenos Aires, 1952. Prefacio y notas de Robert Mallet. Traducción de José María Cantilo
- Los alimentos terrestres y Los nuevos alimentos. Losada, Buenos Aires, 1953. 154 pp. Traducción de Luis Echávarri
- Et nunc manet in te (Diario íntimo). Losada, Buenos Aires, 1953. 104 pp. Traducción y prólogo de Jorge Zalamea
- R. M. Rilke – André Gide. Correspondencia 1909-1926. Editorial Central, Buenos Aires, 1953. 240 pp. Introducción y comentarios por Renee Lang. Traducción de José Clementi
- Roberto Genoveva. Malinca, Buenos Aires, 1954. 158 pp. Traducción de Francisco Madrid
- Los cuadernos y las poesías de André Walter. Schapire, Buenos Aires, 1954. 162 pp. Traducción de F. L. Solero
- Las cuevas del Vaticano. Tirso, Buenos Aires, 1956. 192 pp. Traducción de Renato Pellegrini y Abelardo Arias
- Corydon. Bergeré, Buenos Aires, 1955. 126 pp. Traducción del Dr. Cordelin
- Viaje al Congo. Raigal, Buenos Aires, 1955. 200 pp. Traducción de Renato Pellegrini
- La literatura comprometida. Schapire, Buenos Aires, 1956. 262 pp. Textos reunidos y presentados por Ivonne Davet. Traducción de Enrique Azcoaga
- Teatro: Saúl, El rey Candaules, Edipo, Perséfone, El árbol número trece. Losada, Buenos Aires, 1958. 316 pp. Traducción de José María Corredor
- Paludes y Teseo.  Sudamericana, Buenos Aires, 1951. 190 pp. Traducción de José María Corredor
- El regreso del hijo pródigo. Tirso, Buenos Aires, 1962. 162 pp. Traducción de Renato Pellegrini y Abelardo Arias
- Diario (1889 – 1949). Losada, Buenos Aires, 1963. 1534 pp. Traducción de Miguel de Amilibia
- La secuestrada de Poitiers. Tusquets, Barcelona, 1969. 80 pp. Traducción de Michéle Pouse
- Los sótanos del Vaticano. Alianza, Madrid, 1980. 230 pp. Traducción de Emma Calatayud
- El inmoralista. Cátedra, 1988.  174 pp. Traducción de Margarita Carbayo
- Viaje al Congo. Península, Barcelona, 2004. Traducción de Marga Latorre
- El viaje de Urien. Ediciones B & B, Buenos Aires, 2003. 100 pp. Traducción y postfacio de Beatriz Castillo
- La pasión moral (Ensayos escogidos). México, UNAM, 2007.  314 pp
- Dostoievski : Artículos y charlas. Traducción de Laura Claravall. Barcelona, Ediciones del Subsuelo, 2016. 214 pp
- Prometeo mal encadenado. Ediciones Chancacazo, Chile, 2013. 129 pp. Traducción de Iván Salinas
- Viaje al Congo. Península, Barcelona, 2018. Traducción de Palmira Feixas.
- La sinfonía pastoral. Menoscuarto, Palencia, 2022. Traducción de José Á. Zapatero.

## Escritura
Los escritos de André Gide abarcaron muchos géneros: "Como maestro de la narrativa en prosa, dramaturgo y traductor ocasional, crítico literario, escritor de cartas, ensayista y cronista, André Gide proporcionó a la literatura francesa del siglo XX uno de sus ejemplos más intrigantes del hombre de letras."
Pero como señala el biógrafo de Gide, Alan Sheridan, "es la ficción la que se encuentra en la cima de la obra de Gide" "Aquí, como en toda la obra, lo que primero sorprende es la variedad. Aquí también, vemos la curiosidad de Gide, su juventud, en acción: una negativa a explotar una sola costura, a repetir fórmulas exitosas... La ficción abarca los primeros años del Simbolismo, hasta las piezas "cómicas, más inventivas, incluso fantásticas", hasta las más tarde "narrativas serias, fuertemente autobiográficas, en primera persona"... En Francia, Gide era considerado un gran estilista en el sentido clásico, "con sus frases claras, concisas, sobrias, deliberadas y sutilmente formuladas".
Las cartas de Gide que se conservan se cuentan por miles. Pero es el Diario lo que Sheridan llama "el modo de expresión preeminentemente gideano"Su primera novela Les faux-monnayeurs (Los monederos falsos) emerge de sus diarios, y proporciona una voz alternativa a la del narrador." "En 1946, cuando Pierre Herbert le preguntó a Gide cuál de sus libros elegiría si sólo uno sobreviviera", respondió Gide: "Creo que sería mi Diario". A partir de los 18 o 19 años, Gide mantuvo un diario toda su vida y cuando se pusieron a disposición del público por primera vez, tenían 1.300 páginas.

## Sexualidad
En su diario, Gide distingue entre "sodomitas" atraídos por los adultos y "pederastas" amantes de los niños, categorizándose a sí mismo como de este último tipo.

Llamo pederasta al hombre que, como la palabra indica, se enamora de chicos jóvenes. Llamo sodomita ("La palabra es sodomita, señor", dijo Verlaine al juez que le preguntó si era cierto que era 'sodomit') al hombre cuyo deseo se dirige a hombres maduros... Los pederastas, de los cuales yo soy uno de ellos (¿por qué no puedo decir esto simplemente, sin que usted inmediatamente diga que ve una fanfarronería en mi confesión?), son mucho más raros, y los sodomitas mucho más numerosos, de lo que pensé al principio... Que tales amores puedan surgir, que tales relaciones puedan formarse, no me basta con decir que esto es natural; yo sostengo que eso es bueno; cada uno de los dos encuentra exaltación, protección, desafío; y me pregunto si es para el joven o para el más maduro que es más provechoso.

La novela de Gide Corydon, que consideraba su obra más importante, incluye una defensa de la pederastia. En aquel momento, la edad de consentimiento para cualquier tipo de actividad sexual estaba fijada en 13 años.